# Associação Desportiva Atlética do Paraná
A Associação Desportiva Atlética do Paraná, mais conhecida como ADAP foi um clube de futebol brasileiro da cidade de Campo Mourão, no estado do Paraná. O time faliu, devido a fusão com o Galo Maringá e a própria ADAP.

## História
Na década de 70, os Irmãos Adilson e Avanilton Batista Prado, participaram de uma estrutura de formação de futebol a (Associação Portuguesinha Jacarezinhense), na cidade de Jacarezinho, como atletas de futebol amador, que era patrocinada e mantida pelo Empresário Pedro Batista Prado, associação esta, que teve durante vários anos momentos de glória no norte do Paraná em competições amadoras. Com o passar dos tempos, os irmãos deixaram Jacarezinho para estudar e após os estudos, retornaram para a cidade de origem e após anos de trabalho no setor da Construção Civil, constituíram em Junho de 1999, a Associação Desportiva Atlética do Paraná – ADAP – Ltda, para resgatar o projeto da Portuguesinha da década de 70, com o objetivo de dar aos jovens um trabalho profissional e gerar oportunidades aos mesmos.
A ADAP chegou em Campo Mourão no ano de 2002 após conhecer a estrutura do antigo CFZ (uma franquia do Centro de Futebol Zico) e já no primeiro ano foi vice-campeã da Divisão de Acesso e conseguiu classificação para a elite do campeonato paranaense.
Devido a desistência do Ponta Grossa de disputar o Campeonato Paranaense por falta de recursos para reformar o seu estádio (Germano Krüger). A ADAP jogou a Série Ouro em 2003 com o nome de ADAP-Ponta Grossa. Com bom campeonato, conquistou classificação para a Série Ouro de 2004, sem nenhum vínculo com Ponta Grossa e terminou em quatro lugar na Primeira Divisão de 2004.

### Campeonato Paranaense de 2006
O campeonato de 2006 prometia para a ADAP. O início foi promissor. Na estreia, a 11 de janeiro, foi à Londrina e ganhou do time local. Logo em seguida mais três vitórias consecutivas: Toledo, Roma, de Apucarana e Paranavaí. Quatro jogos, quatro vitórias. A torcida mourãoense sentiu que o ano seria bom. No último jogo do primeiro turno, em Curitiba, a ADAP foi derrotada pelo Coritiba.[carece de fontes?]
Mesmo assim, em vista da fórmula do campeonato, a ADAP entrava no segundo turno com margem de pontos para estar entre os quatro primeiros ao final do turno e disputar a fase de “mata-matas”. Pesquisadores sabem que o futebol é um universo sociológico e antropológico cuja história revela maneiras de coesão, solidariedade e conflitos sociais. O estado todo conhecia a ADAP, a sociedade mourãoense se unia em torno de seu clube, símbolo de orgulho coletivo. São momentos em que diferenças sociais parecem se amenizar.[carece de fontes?]
O segundo turno chegou e nova vitória sobre o Londrina. A ADAP frequentava a maior parte das conversas na cidade. Em seguida, vitória sobre o Toledo. A alegria pelo time era a alegria da torcida e da cidade. Para pesquisadores, em torno do futebol, grande parte dos brasileiros é imbatível e o Brasil seria um país em que podem tirar quase tudo dos brasileiros, menos o futebol. Ópio ou força do povo? Não é desprezível que a política não perca oportunidades de usar esse esporte. Como se acreditava, a ADAP se classificou. O time estava nas quartas-de-final e àquela altura, Campo Mourão vestia chuteiras. A cidade abraçava a equipe.[carece de fontes?]
Vieram as quartas de final. Ir até ali promovia um misto de confiança e dever cumprido. A ADAP jogaria duas vezes contra o Atlético. Dois jogos, duas vitórias da ADAP: uma em Campo Mourão e depois em Curitiba. O Atlético estava eliminado. Era agora a semifinal. A memória do futebol é vibrante de lembranças, mas lembrar não é saber. O futebol como matéria de análise sofre preconceitos de quem acha que o jogo nem merece ser considerado. Pesquisadores sabem, porém, as possibilidades de análise social que o futebol dispõe, como elemento vivo da cultura popular.
Eliminar o Atlético encheu o time e a torcida mourãoense de confiança para enfrentar na semifinal o Coritiba. Depois de perder em Curitiba, a torcida se mobilizou para o segundo jogo em Campo Mourão. Em 29 de março de 2006, com 5.389 pessoas no estádio, a ADAP venceu e a disputa foi para os pênaltis: vitória dos mourãoenses por 4 a 2. Era a cidade em triunfo. Foi uma verdadeira comoção pelas ruas: nunca um time de Campo Mourão tinha ido tão longe. A confiança estava nos rostos das pessoas.
Pesquisadores do futebol também tomam o universo da bola para tratar de temas da vida pública brasileira menos louváveis, como corrupção e suborno, favorecimentos e poder. O sentimento de que algo não estava certo para a ADAP na final veio da Federação Paranaense de Futebol, que vetou o estádio de Campo Mourão. O futebol é um mundo de conflitos, mas de unidade. Povo e prefeitura se uniram contra a Federação: o clube, a imprensa e a prefeitura reclamaram juntos, mas de nada adiantou. O jogo final foi marcado para Maringá. Oito mil mourãoenses invadiram a cidade-canção. O personagem do jogo foi o árbitro, que teria prejudicado a ADAP na derrota  por 3 a 0. Em Curitiba, uma semana depois, empate em 1 a 1 e o Paraná Clube era o campeão.

### Fusão e encerramento
No final de 2006, alegando falta de apoio e patrocínio, a ADAP resolveu mudar-se para Maringá, onde fez fusão com o Galo, passando a se chamar Adap Galo Maringá Futebol Clube. Com isso a história da ADAP encerrou-se em 25 de novembro de 2006, com o Adap Galo Maringá sendo sequência do antigo Galo Maringá fundado em 2005.